# Kimchi jjigae
Kimchi jjigae (김치찌개) ou ragoût de kimchi est un jjigae, ou un plat coréen ressemblant à un ragoût, à base de kimchi et d'autres ingrédients, tels que du porc ou des fruits de mer, des oignons verts, des oignons et du tofu en dés. C'est l'un des ragoûts les plus courants de la cuisine coréenne.

## Histoire
Le kimchi existait en tant que plat de légumes marinés non épicés bien avant l'ère Joseon (1392-1897) ; ce n'est que lorsque les piments ont été introduits dans la péninsule coréenne au milieu de l'ère que la variante du kimchi qui est devenue la norme de facto aujourd'hui a été créée. Le Kimchi jjigae, on suppose qu'il s'est également développé à cette époque.

## Préparation et service
La saveur du kimchi devient plus riche et plus complexe à mesure qu'il vieillit. Ce qui cause que le kimchi jjigae est souvent cuit avec du kimchi plus "mûr", plus fermenté, a une saveur beaucoup plus forte et contient des quantités plus élevées de probiotiques. (Les bactéries vivantes présentes dans le kimchi frais et insuffisamment cuit ne survivront pas au processus de cuisson.) Étant donné que le kimchi est l'ingrédient de base du kimchi jjigae, les autres ingrédients dépendent des préférences personnelles.
Le kimchi tranché est placé dans la casserole avec de la viande facultative et d'autres ingrédients de signature, tels que le tofu, les oignons verts tranchés et l'ail. Ils sont cuits dans de l'eau ou avec des anchois (myeolchi). Le ragoût est assaisonné de pâte de haricots fermentée (doenjang) ou pâte de poivron rouge fermenté (gochujang).
Comme beaucoup d'autres plats coréens, le kimchi jjigae est souvent partagé au milieu de la table si plus de deux personnes sont servies. Il est accompagné d'accompagnements traditionnels nommés banchan et du riz. Il est généralement cuit et servi bouillant dans une marmite en pierre.

## Variétés

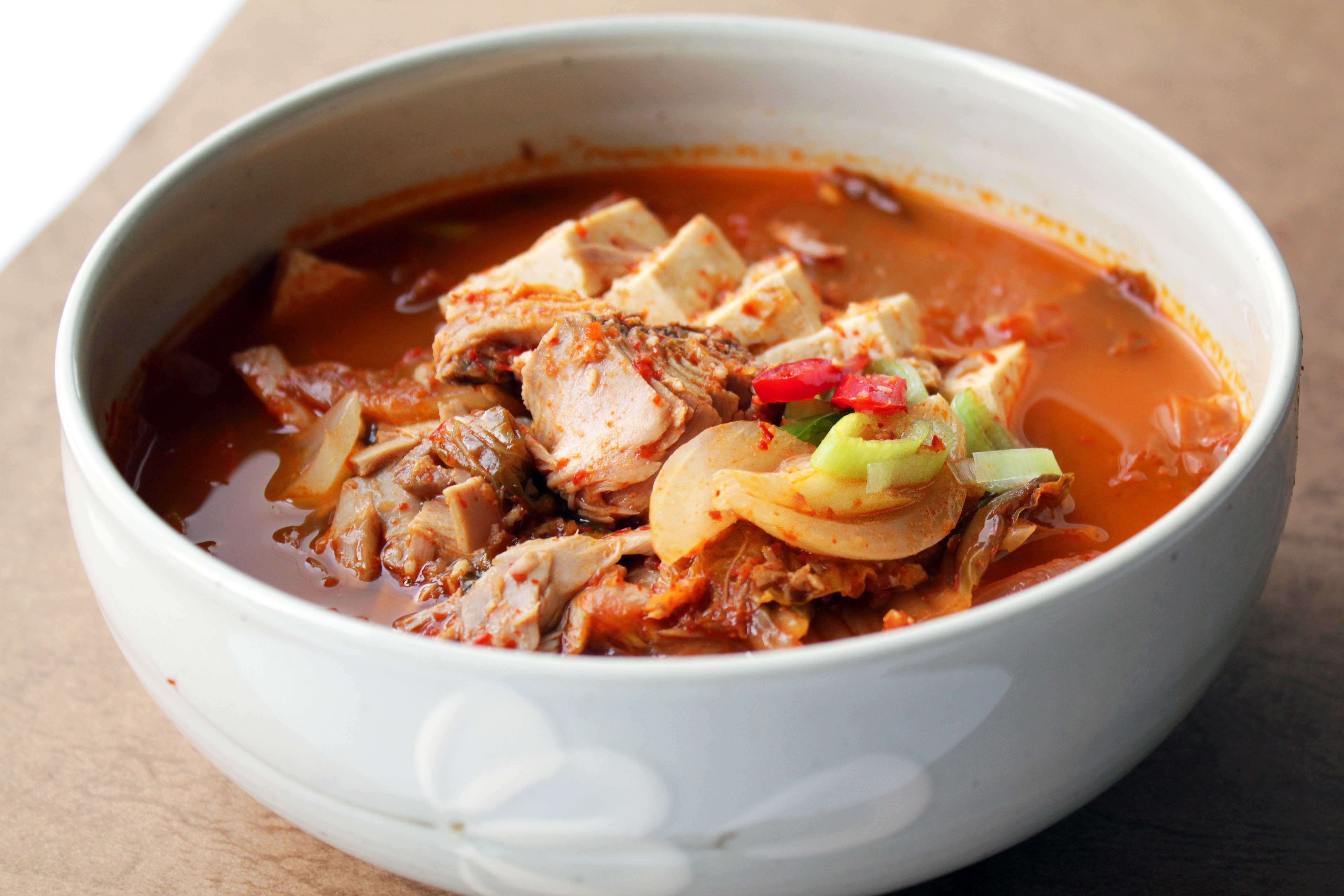
Kimchi jjigae au thon

En plus des ingrédients standard du bœuf, du porc ou du poulet, certaines variétés sont désignées par leurs noms spécifiques.
- Chamchi kimchi jjigae (참치 김치 찌개) est fait avec du thon, généralement le type en conserve spécialement conçu pour être utilisé dans le jjigae. Il est populaire pour les voyages de camping ou les pique-niques, en raison de sa facilité de cuisson et de sa portabilité.
- Ggongchi kimchi jjigae (꽁치 김치찌개) est fait avec du balaou du Pacifique.
- Budae jjigae (부대찌개) est fabriqué en faisant mijoter du kimchi avec divers ingrédients non originaires de la cuisine coréenne, notamment du spam, des hot-dogs et des tranches de fromage américain. Budae signifie "base militaire" en coréen ; il est né pendant la guerre de Corée, lorsque les sud-coréens utilisaient des ingrédients achetés à l'armée américaine.